# Simprovisé
Simprovisé est le vingt-et-unième épisode de la vingt-septième saison de la série télévisée Les Simpson et le 595e épisode de la série. Il est sorti en première sur le réseau Fox le 15 mai 2016.

## Synopsis
Le chef Wiggum organise l'anniversaire de Ralph. En voyant à quel point sa cabane est merveilleuse, Bart ressent un profondément ressentiment d'amertume et Marge décide de lui en construire une nouvelle améliorée. Malheureusement, Bart se montre très ingrat envers elle. Homer, de son côté, est victime d'un malaise à cause de son manque de capacité orale. Il va donc s'inscrire à un atelier de thérapie improvisée afin de pouvoir reprendre confiance en lui...

## Séquence finale en direct
Dans la version originale, Homer répond en direct aux questions de téléspectateurs dans un bunker secret de la FOX qui se révèle être une fausse pièce dans la maison des Simpson. Il se fait par ailleurs déranger par de nombreux habitants de Springfield durant sa prestation.
Dans les versions internationales, les images de la séquence restent identiques mais les dialogues changent. Ainsi, Homer ne répond pas à des questions posées par des personnes réelles mais il fait un monologue pour combler les trois minutes de séquence. Cependant, dans ses versions, une trace des questions en direct demeure car Lisa annonce qu'Homer va répondre à des questions de téléspectateurs, alors que la séquence est adaptée.
Ainsi, dans la version française, Homer commence par annoncer que l'épisode sera le dernier, avant de dire que c'est une blague et que la série ne s'arrêtera jamais. Il continue par dire qu'il doit remplir trois minutes donc il annonce sa candidature dans la course aux présidentielles américaines. Il met en avant son manque d'expérience et de soutien, ainsi que le fait qu'il ne sache pas quand se tiennent les élections, ce qui fait qu'il est, selon lui, le candidat le plus qualifié, lui permettant alors de battre Donald Trump, Hillary Clinton et Bernie Sanders. Il met alors en avant ses promesses en tant que candidat, à savoir de rendre l'Amérique grande à nouveau (en référence au slogan Make America great again de Trump) puis pas si grande que ça. Il annonce ensuite ne pas vouloir briguer de second mandat, mais vouloir trouver la rivière de chocolat sous la ville d'Hersey en Pennsylvanie. Il souhaite ensuite garder le camp de Guantánamo ouvert et détruire les super délégués à l'aide de kryptonite. Enfin, il souhaite se débarrasser des olympiades et augmenter les exportations américaines, notamment en envoyant ses belles-sœurs Patty et Selma au Canada. Cependant, en prenant conscience des horreurs qu'il a dit a propos du Canada, il se retire et apporte son soutien à Jeb Bush, si cela est encore possible. Finalement, alors qu'il est sur le point de révéler l'état dans lequel se trouve Springfield, il annonce que le temps est écoulé.
Cette séquence française est sensiblement la même à celle diffusée au Québec.

## Réception
Lors de sa première diffusion l'épisode a attiré 2,52 millions de téléspectateurs.